# Очирбатин Насанбурмаа
Очирбатин Насанбурмаа (монг. Очирбатын Насанбурмаа; нар. 14 квітня 1989, Улан-Батор, Монголія) —  монгольська борчиня вільного стилю, триразова бронзова та срібна призерка чемпіонатів світу, триразова призерка та чемпіонка Азії, срібна призерка Азійських ігор, семириразова призерка Кубків світу, учасниця Олімпійських ігор.

### Виступи на Олімпіадах
| Змагання                    | Збірна   | Вагова категорія          | Місце |
| --------------------------- | -------- | ------------------------- | ----- |
| Літні Олімпійські ігри 2016 | Монголія | жіноча боротьба, до 69 кг | 8     |

### Виступи на Чемпіонатах світу
| Змагання                        | Збірна   | Вагова категорія          | Місце  |
| ------------------------------- | -------- | ------------------------- | ------ |
| Чемпіонат світу з боротьби 2005 | Монголія | жіноча боротьба, до 63 кг | 12     |
| Чемпіонат світу з боротьби 2006 | Монголія | жіноча боротьба, до 59 кг | 12     |
| Чемпіонат світу з боротьби 2008 | Монголія | жіноча боротьба, до 67 кг | Бронза |
| Чемпіонат світу з боротьби 2010 | Монголія | жіноча боротьба, до 63 кг | 7      |
| Чемпіонат світу з боротьби 2011 | Монголія | жіноча боротьба, до 63 кг | Бронза |
| Чемпіонат світу з боротьби 2012 | Монголія | жіноча боротьба, до 63 кг | 11     |
| Чемпіонат світу з боротьби 2013 | Монголія | жіноча боротьба, до 67 кг | Бронза |
| Чемпіонат світу з боротьби 2015 | Монголія | жіноча боротьба, до 69 кг | 5      |
| Чемпіонат світу з боротьби 2017 | Монголія | жіноча боротьба, до 69 кг | 7      |
| Чемпіонат світу з боротьби 2018 | Монголія | жіноча боротьба, до 72 кг | Срібло |

### Виступи на Чемпіонатах Азії
| Змагання                       | Збірна   | Вагова категорія          | Місце  |
| ------------------------------ | -------- | ------------------------- | ------ |
| Чемпіонат Азії з боротьби 2004 | Монголія | жіноча боротьба, до 63 кг | Бронза |
| Чемпіонат Азії з боротьби 2008 | Монголія | жіноча боротьба, до 67 кг | Срібло |
| Чемпіонат Азії з боротьби 2013 | Монголія | жіноча боротьба, до 67 кг | Золото |
| Чемпіонат Азії з боротьби 2018 | Монголія | жіноча боротьба, до 72 кг | Срібло |

### Виступи на Азійських іграх
| Змагання           | Збірна   | Вагова категорія          | Місце  |
| ------------------ | -------- | ------------------------- | ------ |
| Азійські ігри 2010 | Монголія | жіноча боротьба, до 63 кг | Срібло |
| Азійські ігри 2018 | Монголія | жіноча боротьба, до 76 кг | 5      |

### Виступи на Кубках світу
| Змагання                    | Збірна   | Вагова категорія          | Місце  |
| --------------------------- | -------- | ------------------------- | ------ |
| Кубок світу з боротьби 2009 | Монголія | жіноча боротьба, до 67 кг | Срібло |
| Кубок світу з боротьби 2010 | Монголія | жіноча боротьба, до 63 кг | Бронза |
| Кубок світу з боротьби 2011 | Монголія | жіноча боротьба, до 67 кг | 4      |
| Кубок світу з боротьби 2012 | Монголія | жіноча боротьба, до 67 кг | Бронза |
| Кубок світу з боротьби 2013 | Монголія | жіноча боротьба, до 67 кг | Бронза |
| Кубок світу з боротьби 2014 | Монголія | жіноча боротьба, до 63 кг | 5      |
| Кубок світу з боротьби 2015 | Монголія | жіноча боротьба, до 69 кг | Бронза |
| Кубок світу з боротьби 2017 | Монголія | команда                   | Бронза |
| Кубок світу з боротьби 2018 | Монголія | команда                   | Бронза |

### Виступи на інших змаганнях
| Змагання                                               | Збірна   | Вагова категорія          | Місце  |
| ------------------------------------------------------ | -------- | ------------------------- | ------ |
| Кубок Азії з боротьби 2003                             | Монголія | жіноча боротьба, до 59 кг | Бронза |
| Золотий Гран-прі з боротьби 2010 (Баку)                | Монголія | жіноча боротьба, до 63 кг | Срібло |
| Золотий Гран-прі з боротьби 2011 (Красноярськ)         | Монголія | жіноча боротьба, до 63 кг | Бронза |
| Гран-прі Туркуена з боротьби 2011                      | Монголія | жіноча боротьба, до 63 кг | 5      |
| Відкритий чемпіонат Монголії з боротьби 2012           | Монголія | жіноча боротьба, до 63 кг | Срібло |
| Київський Міжнародний турнір з боротьби 2012           | Монголія | жіноча боротьба, до 63 кг | 11     |
| Гран-прі «Іван Яригін» 2013                            | Монголія | жіноча боротьба, до 67 кг | Золото |
| Відкритий чемпіонат Монголії з боротьби 2013           | Монголія | жіноча боротьба, до 67 кг | Золото |
| Літня Універсіада 2013                                 | Монголія | жіноча боротьба, до 67 кг | Срібло |
| Золотий Гран-прі з боротьби 2013 (Баку)                | Монголія | жіноча боротьба, до 67 кг | 7      |
| Гран-прі «Іван Яригін» 2014                            | Монголія | жіноча боротьба, до 69 кг | 10     |
| Відкритий чемпіонат Монголії з боротьби 2014           | Монголія | жіноча боротьба, до 63 кг | Золото |
| Гран-прі «Іван Яригін» 2015                            | Монголія | жіноча боротьба, до 69 кг | Срібло |
| Відкритий чемпіонат Польщі з боротьби 2015             | Монголія | жіноча боротьба, до 69 кг | Золото |
| Відкритий чемпіонат Монголії з боротьби 2016           | Монголія | жіноча боротьба, до 69 кг | Бронза |
| Турнір міста Сассарі з боротьби 2016                   | Монголія | жіноча боротьба, до 69 кг | Золото |
| Відкритий чемпіонат Польщі з боротьби 2016             | Монголія | жіноча боротьба, до 69 кг | Срібло |
| Золотий Гран-прі з боротьби 2016                       | Монголія | жіноча боротьба, до 69 кг | 10     |
| Гран-прі «Іван Яригін» 2017                            | Монголія | жіноча боротьба, до 69 кг | Срібло |
| Відкритий чемпіонат Монголії з боротьби 2017           | Монголія | жіноча боротьба, до 69 кг | Бронза |
| Гран-прі «Іван Яригін» 2018                            | Монголія | жіноча боротьба, до 72 кг | Бронза |
| Відкритий чемпіонат Монголії з боротьби 2018           | Монголія | жіноча боротьба, до 76 кг | Срібло |
| Гран-прі «Іван Яригін» 2019                            | Монголія | жіноча боротьба, до 72 кг | Бронза |
| Відкритий чемпіонат Монголії з боротьби 2019           | Монголія | жіноча боротьба, до 72 кг | Золото |
| Кубок Президента Бурятської Республіки з боротьби 2019 | Монголія | жіноча боротьба, до 68 кг | Золото |
| Гран-прі «Іван Яригін» 2020                            | Монголія | жіноча боротьба, до 68 кг | Бронза |
| Гран-прі «Іван Яригін» 2021                            | Монголія | жіноча боротьба, до 68 кг | Срібло |
| Відкритий чемпіонат Польщі з боротьби 2021             | Монголія | жіноча боротьба, до 68 кг | 12     |

### Виступи на змаганнях молодших вікових груп
| Змагання                                      | Збірна   | Вагова категорія          | Місце  |
| --------------------------------------------- | -------- | ------------------------- | ------ |
| Чемпіонат Азії з боротьби серед кадетів 2005  | Монголія | жіноча боротьба, до 65 кг | Золото |
| Чемпіонат Азії з боротьби серед кадетів 2006  | Монголія | жіноча боротьба, до 70 кг | Золото |
| Чемпіонат Азії з боротьби серед юніорів 2005  | Монголія | жіноча боротьба, до 67 кг | Бронза |
| Чемпіонат Азії з боротьби серед юніорів 2006  | Монголія | жіноча боротьба, до 67 кг | Срібло |
| Чемпіонат Азії з боротьби серед юніорів 2007  | Монголія | жіноча боротьба, до 72 кг | Золото |
| Чемпіонат світу з боротьби серед юніорів 2007 | Монголія | жіноча боротьба, до 67 кг | Бронза |
| Чемпіонат Азії з боротьби серед юніорів 2008  | Монголія | жіноча боротьба, до 67 кг | Бронза |
| Чемпіонат світу з боротьби серед юніорів 2008 | Монголія | жіноча боротьба, до 67 кг | Срібло |